# Finlay-Russel Park
Finlay-Russel Park är en park i Kanada.   Den ligger i provinsen British Columbia, i den centrala delen av landet, 3 600 km väster om huvudstaden Ottawa. Finlay-Russel Park ligger 1 169 meter över havet.
Terrängen runt Finlay-Russel Park är huvudsakligen kuperad, men norrut är den bergig. Trakten runt Finlay-Russel Park är nära nog obefolkad, med mindre än två invånare per kvadratkilometer.. Det finns inga samhällen i närheten. 
Trakten runt Finlay-Russel Park består i huvudsak av gräsmarker.